# Loi d'interprétation
Une loi d'interprétation (ou loi interprétative) est une loi qui donne des directives d'interprétation législative aux juges.

## Pays de common law
Ce type de loi existe dans plusieurs pays de tradition parlementaire britannique, tels que l'Australie, le Canada, Hong Kong (Chine), la Malaisie, la Nouvelle-Zélande, la république d'Irlande, le Singapour et le Royaume-Uni. 

## Droit français
La Cour de cassation en donne la définition suivante : « Une loi ne peut être considérée comme interprétative qu'autant qu'elle se borne à reconnaître, sans rien innover, un droit préexistant qu'une définition imparfaite a rendu susceptible de controverses. » Les lois interprétatives sont traditionnellement considérées comme rétroactives. Depuis l'arrêt d'Assemblée plénière du 23 janvier 2004, la Cour de cassation estime que les lois interprétatives ne peuvent être rétroactives que s'il est démontré que le législateur l'a voulu et si un motif impérieux d'intérêt général justifie cette rétroactivité. Cette jurisprudence prend son fondement dans l'article 6 de la Convention européenne des droits de l'homme.